# 饶河民众反日游击大队
饶河民众反日游击大队，简称饶河游击队，是中共饶河中心县委在九一八事变后创建的一支抗日游击队，曾被改编为东北人民革命军第四军第四团和第二师，后发展成为东北抗日联军第七军。

## 背景
1929年末，中共党员崔庸健带领黄继兴（黄哲云）等人来到饶河县开展革命工作，在三义屯以办学教书为掩护，传播马列主义思想，并于1930年3月成立了中共饶河县委。饶河县委隶属于中共满洲省委，由崔一山任书记。1931年3月，中共饶河县委扩大为中共饶河中心县委，朴元彬任书记。中心县委下设饶河区委、抚远区委、宝清特支、虎林特支，党员人数发展到超120人。
1931年九一八事变后，李杜、马占山、苏炳文等东北军将领违抗蒋介石“绝对不抵抗”命令，组建自卫军抗日，但因难以力敌，退却到苏联。饶河地区一直未被日军侵占，仍由原饶河警察负责治安。警察大队第一中队长高玉山在政局不稳之际组建了一支抗日武装队，继自卫军之后坚持抗日，后联合各方力量组建“东北国民救国军”（简称救国军）。:2-6

## 历史
1932年夏，崔庸健根据饶河中心县委的决定在宝清县小城子举办军政培训班。同年秋，日军第十师团六十三联队进犯勃利和宝清地区。由于叛徒告密，培训班被迫中途解散。崔庸健和朴元彬等人从宝清转移至饶河。同年10月，崔庸健与金文享、金东天、崔龙锡、许成在、朴英根利用仅有的一只手枪组建了一支6人武装特务队。崔庸健任队长。:57:11-13
武装特务队的规模在5个月后发展到40余人40多支枪，于1933年4月21日在大叶子沟正式改编为饶河农工义勇军。崔庸健任队长，金文享任政治部主任。义勇军下设3个小队，崔石峰、许成在、蔡一勋分任小队长。为培养军事人才，饶河中心县委在三义屯举办了军政训练班。崔庸健任主任，李学福任班长，金铎、杨宽镇任教员。70多名来自党组织和反日会的朝鲜族青年经过两个月的培训后成为义勇军的成员。:57:13-15
1933年6月下旬，义勇军为解决装备和物资方面的困难决定与高玉山的救国军联合抗日。经李学福与救国军第一旅王惠卿参谋长协商，义勇军被编入王惠卿的第一旅特务营。金文亨任营长，崔庸健任参谋长，朴振宇任政治委员。1934年1月28日，特务营作为先头部队与救国军攻打虎林县城。战斗期间，虽然特务营冲锋在前，救国军面对敌军强势反攻，畏却散退。王惠卿告急说部分主降的救国军将领要缴械特务营。特务营旋即脱离救国军，转移至饶河。:58:15-20
1934年2月3日，特务营在大代河召开会议决定将队伍名称改为“饶河民众反日游击大队”。李学福任大队长，崔庸健任参谋长，朴振宇任政治指导员。游击队下辖两个中队和一个手枪队。崔石峰、许资善、金东天分任队长。经过一系列的斗争，游击队在同年6月建立起以暴马顶子为中心方圆25公里的抗日游击根据地。此后，游击队联合各方抗日武装，多次击退日军讨伐与围剿，不断发展壮大。:142-144:29-41
1935年9月18日，根据中共吉东特委的指示，饶河民众反日游击大队被改编为东北人民革命军第四军第四团。李学福任团长，崔庸健任参谋长。全团人数超250人，下辖4个连和1个保安连:144-146:58。1936年3月25日，四团被改编为东北人民革命军第四军第二师，郑鲁岩（后叛变）任师长，崔庸健任参谋长。1936年11月15日，抗联第四军二师根据上级指示，在暴马顶子正式改建为东北抗日联军第七军。陈荣久任军长，崔庸健任参谋长:201-202:57-68。

## 纪念
- 黑龙江省饶河县饶河镇小南山建有饶河抗日游击队纪念碑。[5]